# Der Fall Wilhelm Reich
Pour plus de détails, voir Fiche technique et Distribution.
Der Fall Wilhelm Reich est un film biographique autrichien réalisé  par Antonin Svoboda et sorti en 2012. Klaus Maria Brandauer tient le rôle principal, celui du marxiste autrichien Wilhelm Reich (1897-1957), médecin, psychiatre et psychanalystes et fondateur de l'orgonomie, une pseudo-science. Depuis 1939, il a vécu en exil aux États-Unis.

## Fiche technique
- Réalisation : Antonin Svoboda

## Distribution
- Klaus Maria Brandauer : Wilhelm Reich
- Julia Jentsch : Eva Reich
- Jeanette Hain : Ilse Reich
- Jamie Sives : Hamilton
- Birgit Minichmayr : Aurora
- Kenny Doughty : Paul
- Gary Lewis : docteur Cameron
- David Rasche : Hills
- Shaun Aylward : Peter
- Markus Schleinzer : l'agent Klein
- Max Deacon : Thomas
- Ian Towers : l'agent de la CIA A
- Michael Shannon : le juge Clifford
- Drew McVety : Murphy
- Rebecca Blasband : Sally Murphy
- Tibor Taylor : le gardien de prison
- Jim Libby : le chauffeur de taxi
- Adrienne Ferguson : l'infirmière
- Andreas Miller-Aichholz : le père de Thomas
- Stephanie Schmiderer : la mère de Thomas
- Jeff Ricketts : CIA Agent B
- Dennis J. Kozeluh : le juge Sweeney
- Dean Welterlen : docteur Sr. de l'hôpital de Boston
- Paul Kreshka : docteur Russel
- Kirsten Wendeborn : le collègue à l'hôpital
- Max Mayer : docteur Bargmann
- Heiko Lassek : le docteur de la commission
- Michael Rogers : Military Officer Conference
- Gordon Catlin : Politician Conference
- Lawrence Tooley : préposé de la station d'essence
- Steve Chaid : Atomic Authority